# Petrosinella
Petrosinella (in italiano a volte tradotto in Prezzemolina) è una fiaba napoletana, scritta da Giambattista Basile nella sua raccolta di fiabe nel 1634 Il racconto dei racconti  ("Lo cunto de li cunti" in lingua originale) o Pentamerone. Questa fiaba appartiene al tipo 310 nella classificazione di Aarne-Thompson "la fanciulla nella torre", di cui la variante più nota è Raperonzolo, ed è la prima variante registrata di questo racconto di cui si conosca l'esistenza. Come altre del Basile, a questa fiaba è legato un lugo reale, il Castello di Lagopesole, dove, secondo la tradizione, è ambientata proprio Petrosinella.

## Trama
Una donna incinta, Pascadozia, ruba il prezzemolo dal giardino di un'orca e accetta di rinunciare a suo figlio quando viene catturata. Il bambino nasce e si chiama Prezzemolina (Petrosinella in originale, da petrosino parola dialettale per indicare il prezzemolo). L'orchessa osserva la ragazza crescere sotto le cure di sua madre e le ricorda spesso la promessa di sua madre. Prezzemolina, ignara di quale sia la promessa, comunica alla madre il commento dell'orchessa. La madre irritata dalla continua richiesta dell'orchessa dice alla figlia di riferire alla vecchia che può mantenere prendersela.
L'orchessa prende Prezzemolina per i capelli e la rinchiude in una torre nel bosco con una sola finestra; la vecchia si affida ai capelli lunghissimi di Prezzemolina per entrare nella torre e poterle insegnare le arti magiche. Un giorno, un principe vede i suoi capelli al vento, Prezzemolina notando le sue appassionate dichiarazioni d'amore gli manda un bacio. Alla fine, il principe si dirige verso la torre e si arrampica sui capelli di Prezzemolina dopo aver imitato la voce dell'orca. La coppia continua a vedersi tutte le sere, ma l'orchessa viene informata da un vicino della storia d'amore.
Prezzemolina viene a sapere che il suo segreto è stato svelato e progetta di fuggire con il principe in città. Rubando tre ghiande prima di uscire dalla torre con una scala di corda, Prezzemolina usa le ghiande come distrazione lanciandole dietro di sé mentre l'orca insegue la coppia. La prima si trasforma in un cane che l'orca nutre con una pagnotta. La seconda diventa un leone e l'orca scuoia un asino vicino per nascondersi sotto la pelle dell'animale. La terza ghianda si trasforma in un lupo che, credendo che l'orca sia un vero asino, la inghiotte intera. Sconfitta l'orchessa, la ragazza e il principe si sposano.

## Differenze con Raperonzolo

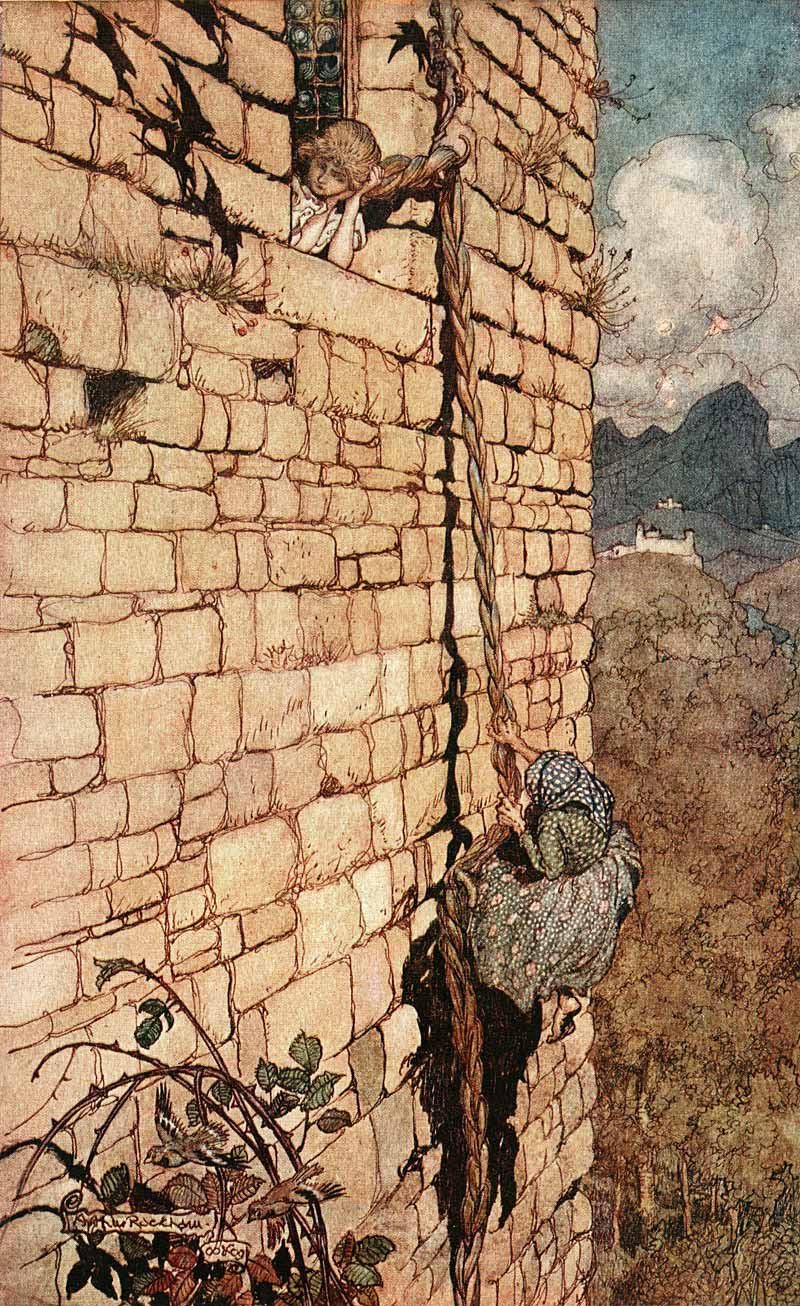
Un'illustrazione per Raperonzolo, una variante di Petrosinella, realizzata da Arthur Rackham.

Petrosinella presenta alcune differenze rispetto alle versioni del 1812 e del 1857 di Raperonzolo registrate dai fratelli Grimm. In particolare, la versione dei Grimm non menziona l'apprendimento delle "arti magiche" da parte della fanciulla, né include una scena di fuga in cui usa questi poteri per salvare sia lei che il principe da un cattivo inseguitore. Nella versione dei Grimm è il marito di una donna incinta a rubare alcuni dei raperonzoli della maga. La fanciulla va dal cattivo immediatamente alla nascita, e poi questo le taglia i capelli per ingannare il principe nella torre che porta al suo accecamento. Inoltre, Basile non include la gravidanza fuori dal matrimonio della fanciulla né la nascita di due gemelli, la prima delle quali è menzionata esplicitamente solo nell'iterazione del 1812.
Queste differenze possono essere spiegate dall'uso delle traduzioni da parte dei Grimm di una variazione francese del racconto, Persinette, di Charlotte-Rose de Caumont de La Force. Non ci sono prove di una versione orale germanica della storia, nonostante i fratelli Grimm credessero di registrare una fiaba tedesca.